# Jerzy Czarniecki
Jerzy Czarniecki (ur. 19 lipca 1904 w Kielcach, zm. 13 grudnia 1939 w Brześciu nad Bugiem) – założyciel i zawodnik klubu sportowego Lechia Kielce, oficer Wojska Polskiego, uczestnik kampanii wrześniowej.

## Życiorys
Jego ojciec Józef był współzałożycielem Kieleckiego Towarzystwa Cyklistów, pełnił także funkcję prezydenta Kielc w czasie I wojny światowej. Siostra Anna, pierwsza w mieście szybowniczka, była więziona podczas II wojny światowej w obozach koncentracyjnych. Brat Zbigniew był sportowcem i uczestnikiem bitwy o Monte Casino.
Jerzy Czarniecki uczęszczał do Gimnazjum im. Jana Śniadeckiego, w którym zdał maturę. 20 sierpnia 1920 roku założył Klub Sportowy Młodzieży Lechia – pierwszy gimnazjalny klub w Kielcach. Ponadto Czarniecki uznawany był za najwszechstronniejszego sportowca miasta w okresie międzywojennym – uprawiał piłkę nożną, hokej na lodzie i lekkoatletykę. Grając w drużynie piłkarskiej Lechii należał do jej najlepszych strzelców. Po II wojnie światowej w kieleckiej prasie ukazał się cykl artykułów pt. „Czarnieccy herbu Sport”, przedstawiający kariery sportowe Jerzego i jego siostry.
Po zakończeniu edukacji w Kielcach wstąpił do Szkoły Podchorążych Piechoty w Ostrowi Mazowieckiej. Uzyskał stopień podporucznika i został skierowany do 21 Pułku Piechoty w Warszawie. W 1933 roku awansował na stopień porucznika. Brał udział w kampanii wrześniowej; za męstwo w boju otrzymał Krzyż Walecznych i awans na stopień kapitana. Został ciężko ranny w nogę 11 września 1939 roku w bitwie pod Osiekiem. Zmarł 13 grudnia w szpitalu w wojskowym w Brześciu nad Bugiem, gdzie został pochowany.
Był żonaty, nie miał dzieci. Jego symboliczny grób znajduje się na Cmentarzu Starym w Kielcach.